# ラグビーワールドカップ2019日本大会成功議員連盟
ラグビーワールドカップ2019日本大会成功議員連盟（らぐびーわーるどかっぷ2019にほんたいかいせいこうぎいんれんめい）は、日本の超党派の議員連盟。日本で開催される予定のラグビーワールドカップ2019の成功を目的として活動していた。

## 概要
日本は2019年に開催される予定のラグビーW杯の誘致実現を目指しており、その大会成功を目的として、2010年11月4日に設立総会が行われた。総会には与野党から多くのラグビー経験者を含む約40人の議員が出席し、初代会長には西岡武夫参議院議長を選出した。今後はスポーツ基本法の制定などを目指す。
その後、会員は一時120人ほどまで膨れ上がったが、2012年の第46回衆議院議員総選挙で多くの議員が引退・落選した。それでも新人議員を加え110人ほどの規模で活動していたとされる。2013年6月11日にはラグビー女子日本代表参加選手を多く含む女子選抜選手との練習試合を行った。同日行われた総会では役員の改選が行われ、西岡会長の死去以降空席だった会長には町村信孝元文部科学大臣が就任した。町村の死去後は会長代理であった中谷元が会長を務めている。

## 役員
- 最高顧問：森喜朗
- 顧問：安倍晋三、麻生太郎
- 会長：中谷元
- 副会長：河村建夫、井上義久、穀田恵二、下地幹郎、山田宏
- 幹事長：武田良太
- 幹事：遠藤利明、松山政司、松下新平、佐藤信秋、笠浩史、富田茂之、柿沢未途
- 事務局長：中谷真一
- 事務局次長：濱村進

## 元役員
- 西岡武夫（会長・2011年に死去）[7]
- 森喜朗（顧問・2012年衆院選前に議員引退、その後2013年に最高顧問就任）
- 福田康夫（顧問・2012年衆院選前に議員引退）
- 鳩山由紀夫（顧問・2012年衆院選前に議員引退）
- 重野安正（副会長・2012年衆院選前に議員引退）
- 樽床伸二（副会長・2012年衆院選で落選）
- 石森久嗣（事務局長・2012年衆院選で落選）
- 大西孝典（幹事・2012年衆院選で落選）
- 森本和義（幹事・2012年衆院選で落選）
- 鈴木寛（副会長・2013年参院選で落選）
- 藤井孝男（幹事・2014年衆院選で落選）
- 町村信孝（会長・2015年に死去[8]）
- 西村正美（事務局次長・2016年参院選で落選）
- 江田五月（顧問・2016年参院選前に議員引退）
- 横路孝弘（顧問・2017年衆院選前に議員引退）
- 高木義明（副会長・2017年衆院選前に議員引退）
- 園田博之（副会長・2018年に死去）
- 浅尾慶一郎（副会長・2017年衆院選で落選）
- 伊東信久（事務局次長・2017年衆院選で落選）
- 吉田博美（幹事・2019年参院選前に議員引退）
- 礒崎陽輔（幹事・2019年参院選で落選）
- 宮本岳志（幹事・2019年衆院補選で落選）
- 平野達男（幹事・2019年参院選で落選）
- 馳浩（幹事・2021年衆院選前に議員引退し、その後石川県知事）
- 北村誠吾（幹事・2023年に死去）

## 都議会
開催都市に立候補していた東京都の議会でも、2014年に超党派で「東京都議会ラグビーワールドカップ2019日本大会成功議員連盟」（会長:内田茂が設立され、東京招致に向け活動してきた。東京都が札幌市や東大阪市など国内の各都市とともに開催都市に決定した後も大会成功に向け活動している。